# Большевик (Алексеевский район)
Большеви́к —   опустевший хутор в Алексеевском районе Волгоградской области России. Входит в Краснооктябрьское сельское поселение.

## География
Населённый пункт расположен в северо-западной части области, на севере района, в 9 км западнее посёлка Красный Октябрь. В хуторе находится пруд.

## Население
| 2010 |
| ---- |
| 0    |

## Инфраструктура
Населённый пункт не газифицирован.

## Транспорт
В 7 км западнее проходит автомобильная дорога «Новоаннинский — Красный Октябрь». В 31 км северо-восточнее расположена железнодорожная станция Филоново (Новоаннинский) на линии «Волгоград—Москва».
дороги грунтовые.